# Studio sex
Studio sex är en kriminalroman från 1999 av Liza Marklund. Bokens huvudperson är journalisten Annika Bengtzon.
Boken belönades med Guldpocket 2002 i klassen svensk deckare för mer än 50 000 sålda exemplar.

## Handling
En ung kvinna hittas sexmördad på judiska begravningsplatsen Kronoberg. En minister misstänks för brottet. Om ett par veckor är det riksdagsval och drevet går. Annika Bengtzon är vikarie på tidningen Kvällspressen. Hon ser mordet som sin chans att få ett fast jobb. Snart riskerar hennes ambitioner att sätta krokben för henne själv. Hon dras in i en cirkel av porrklubbar, storpolitik och massmediala övergrepp. Den våldsamma upplösningen är högst oväntad, inte minst för Annika själv. "Studio sex" är en fristående del i Liza Marklunds serie om kriminalreportern Annika Bengtzon. Den utspelar sig åtta år före "Sprängaren".